# اندری بندارنکو
اندری بندارنکو (انگلیسی: Andriy Bondarenko؛ زادهٔ ۲۲ ژوئن ۱۹۷۸) آهنگساز، و نوازنده پیانو اهل اوکراین است.